# Kurt Bächtold
Kurt Bächtold (Merishausen, 13 november 1918 - Schaffhausen, 30 oktober 2009) was een Zwitsers historicus, journalist en politicus voor de Vrijzinnig-Democratische Partij uit het kanton Schaffhausen.

## Biografie
Kurt Bächtold was een zoon van Hans Bächtold, een leraar, en van Lina Schudel. Hij was gehuwd met Rös Egloff. Hij studeerde van 1939 tot 1946 geschiedenis en oude talen in Zürich en behaalde in 1947 een doctoraat in de letteren. Hij was vervolgens van 1947 tot 1968 journalist voor de krant Schaffhauser Nachrichten vervolgens tot 1983 directeur van de stadsbibliotheek van Schaffhausen.
Bächtold zetelde van 1948 tot 1952 in de gemeenteraad van Schaffhausen. Van 14 maart 1961 tot 25 november 1979 zetelde hij in de Kantonsraad, waarvan hij van 26 november 1973 tot 25 november 1974 voorzitter was. Tussen 1973 en 1979 zetelde hij ook in de Parlementaire Vergadering van de Raad van Europa.
Bächtold kwam op voor de bescherming van de natuur en het milieu, en verzette zich tegen de bouw van een elektriciteitscentrale in Rheinau. Van 1980 tot 1988 was hij voorzitter van de federale commissie voor de bescherming van de natuur en de landschappen. Hij publiceerde ook verscheidene artikelen over de geschiedenis van Schaffhausen.